# 天主教努美阿總教區
天主教努美阿總教區（拉丁語：Archidioecesis Numeana）是大洋洲一個羅馬天主教總教區，總教區範圍包括新喀里多尼亞，下轄維拉港教區及瓦利斯和富圖納教區。
2004年有教友110,000人、廿九個堂區、卅七名司鐸。現任教區總主教為彌額爾-馬利-伯爾納鐸·卡爾韋。
1847年設7月23日設新喀里多尼亞宗座代牧區，1966年6月21日升為總教區。